# Ilir Elmazowski
Ilir Elmazowski (mac. Илир Елмазовски; ur. 18 listopada 1979 w Bitoli) – północnomacedoński piłkarz, w latach 2000–2001 reprezentant Macedonii.